# Vincent Volpe
Vincent Volpe, est un homme d'affaires américain, il est président et actionnaire à 90% du Havre Athletic Club. Il est également l'ancien PDG de l'entreprise Dresser-Rand du Havre.

## Biographie
Petit fils d'un immigré italien, Vincent Volpe est un homme d'affaires américain,.

### Dans l'industrie
Vincent Volpe débarque en Normandie en 1990 dans l'entreprise Dresser-Rand. Marié à une Normande, fille d'anciens commerçants du Havre, il devient rapidement PDG de cette même entreprise qu'il quitte en août 2014, à la suite du rachat de cette dernière par Siemens,,.

#### Rachat du Havre AC
Vincent Volpe prend la présidence du Havre AC en 2015 en succédant à Jean-Pierre Louvel,.
Il fixe très vite des objectifs comme la remontée du club en Ligue 1, la stabilisation du club en Ligue 1, le développement de la section féminine du Havre Athletic Club ainsi que le rapprochement du Havre Athletic Club de son pays d'origine les États-Unis. Il tente également d'apaiser les relations avec les clubs de supporters. Il reçoit un coup dans le dos lors de la rencontre contre Ajaccio en 2018, en Corse, dans un climat tendu, mais, lors d'une nouvelle rencontre avec ce club, cinq mois plus tard, il préfère là encore se focaliser sur les aspects sportifs et l'implication de son équipe sur le terrain.
A l'été 2022, tout en restant propriétaire du club, il nomme Jean-Michel Roussier président délégué, et Mathieu Bodmer directeur sportif. A la fin de la saison 2022-2023, le HAC, champion de France de Ligue 2, retrouve la Ligue 1.